# 李秉德
李秉德（1912年7月—2005年5月2日），男，河南洛阳人，中国教育家。曾任西北师范学院教授、博士生导师、院长，为国务院学位委员会授予的首批博导。长期致力于课程与教学论的研究，是新中国教学论、教育科学研究方法、小学语文教育等学科领域的开拓者和奠基人之一。

## 生平
1934年毕业于河南大学教育专业，1936年攻读燕京大学乡村教育研究生。曾任湖北教育厅督学、河南大学教育系副教授、河南大学图书馆馆长。1947年赴欧洲日内瓦大学卢梭学院学习。1950年到西北师范学院任教。 

## 社会兼职
- 甘肃教育学会会长
- 中国小学语文教学研究会副会长
- 中国教育学会、中国高等教育学会第一届理事
- 第六、七届全国政协委员

## 荣誉
1996年获评全国优秀教师，1998年成为政府特殊津贴专家。

## 著作
主要著作有
- 《小学语文教学方法》
- 《教育科学研究方法》
- 《教学论》
- 《我国社会经济和科技发展战略问题》
- 《李秉德教育文选》